# Балти
Вижте пояснителната страница за други значения на Балти.
Балтите (Balten) са група от народи от индоевропейски произход, населяваща територията на Прибалтика. Тази група се дели на многобройни племена, между които са латвийците и литовците.
В началото балтите говорят на един общ език, балто-славянски праезик, който през 1400 пр.н.е. се разделя на балтийски и славянски език. Делят се на две групи: Източни и Западни балти.
През XI век Адам Бременски въвежда наименованието Балтийско море (Mare Balticum) за Източно море, познато преди това като свебско море (Mare Suebicum) (свеби). През 1845 г. Георг Хайнрих Фердинанд Неселман нарича езика на жителите на Mare Balticum балтийски език.
Благордниците на готите са от рода Балти. Преди се е казвало готски език и старата Кулмерланд на прусите се е казвала Улмигерия, a западните пруси са наричани също и улмруги/Улмигерия/Холмруги и частичен клон на германските руги.
Прабалтите пристигат от Южна Русия и днешна Украйна. Най-голямото им разпространение е през ранната Желязна епоха. От VII век славяните от Дунав започват да се заселват по територията. От VIII век се засилва скандинавското влияние. От IX до XI век периодът се нарича период на викингите.

## Списък на балтийските народи и племена
| Регион                 | Племе и нация               | Локализация                    |
| ---------------------- | --------------------------- | ------------------------------ |
| Източни балти          | Източна Галиндия            | Москва регион                  |
| Източни балти          | Днепърски балти             | Днепър басейн                  |
| Източни (Средни) балти | Латвийци                    | Латвия                         |
| Източни (Средни) балти | Литовци                     | Аукщаитиани (highlanders)      |
| Източни (Средни) балти | Литовци                     | Самогитиани (lowlanders)       |
| Източни (Средни) балти | Литовци                     | Прусийски латвийци             |
| Transitional Балти     | Селониани                   | Ономастика, Топономастика      |
| Transitional Балти     | Земигалиани, Семигалиани    | Топономастика само             |
| Transitional Балти     | Курсениеки, Курсенски крале | Топономастика само             |
| Западни балти          | Ятвяги или судовийци        | Исторически регион             |
| Западни балти          | Стара Прусия                | Самбиани                       |
| Западни балти          | Стара Прусия                | Скалвиани                      |
| Западни балти          | Стара Прусия                | Надрувиани                     |
| Западни балти          | Стара Прусия                | Натангиани                     |
| Западни балти          | Стара Прусия                | Бартиани                       |
| Западни балти          | Стара Прусия                | Помесаниани                    |
| Западни балти          | Стара Прусия                | Погесаниани                    |
| Западни балти          | Стара Прусия                | Галиндиани, Западни Галиндиани |
| Западни балти          | Стара Прусия                | Вармияни                       |
| Западни балти          | Стара Прусия                | Саснани                        |
| Западни балти          | Стара Прусия                | Лубавиани                      |
| Западни балти          | Померийски балти            | Померания                      |